# Gran Premi de Mònaco del 2009
El Gran Premi de Mònaco de Fórmula 1 de la Temporada 2009 s'ha disputat al circuit urbà de Montecarlo, el 24 de maig del 2009.

## Qualificacions del dissabte
| Pos | N. | Nom                  | Equip                  | Q1       | Q2       | Q3       | Graella |
| --- | -- | -------------------- | ---------------------- | -------- | -------- | -------- | ------- |
| 1   | 22 | Jenson Button        | Brawn - Mercedes       | 1:15.210 | 1:15.016 | 1:14.902 | 1       |
| 2   | 4‡ | Kimi Räikkönen       | Ferrari                | 1:15.746 | 1:14.514 | 1:14.927 | 2       |
| 3   | 23 | Rubens Barrichello   | Brawn - Mercedes       | 1:15.425 | 1:14.829 | 1:15.077 | 3       |
| 4   | 15 | Sebastian Vettel     | Red Bull - Renault     | 1:15.915 | 1:14.879 | 1:15.271 | 4       |
| 5   | 3‡ | Felipe Massa         | Ferrari                | 1:15.340 | 1:15.001 | 1:15.437 | 5       |
| 6   | 16 | Nico Rosberg         | Williams - Toyota      | 1:15.094 | 1:14.846 | 1:15.455 | 6       |
| 7   | 2‡ | Heikki Kovalainen    | McLaren - Mercedes     | 1:15.495 | 1:14.809 | 1:15.516 | 7       |
| 8   | 14 | Mark Webber          | Red Bull - Renault     | 1:15.260 | 1:14.825 | 1:15.653 | 8       |
| 9   | 7  | Fernando Alonso      | Renault                | 1:15.898 | 1:15.200 | 1:16.009 | 9       |
| 10  | 17 | Kazuki Nakajima      | Williams - Toyota      | 1:15.930 | 1:15.579 | 1:17.344 | 10      |
| 11  | 12 | Sébastien Buemi      | Toro Rosso - Ferrari   | 1:15.834 | 1:15.833 |          | 11      |
| 12  | 8  | Nelsinho Piquet      | Renault                | 1:16.013 | 1:15.837 |          | 12      |
| 13  | 21 | Giancarlo Fisichella | Force India - Mercedes | 1:16.063 | 1:16.146 |          | 13      |
| 14  | 11 | Sébastien Bourdais   | Toro Rosso - Ferrari   | 1:16.120 | 1:16.281 |          | 14      |
| 15  | 20 | Adrian Sutil         | Force India - Mercedes | 1:16.248 | 1:16.545 |          | 15      |
| 16  | 1‡ | Lewis Hamilton       | McLaren - Mercedes     | 1:16.264 |          |          | 19¹     |
| 17  | 6  | Nick Heidfeld        | BMW Sauber             | 1:16.264 |          |          | 16      |
| 18  | 5  | Robert Kubica        | BMW Sauber             | 1:16.405 |          |          | 17      |
| 19  | 9  | Jarno Trulli         | Toyota                 | 1:16.584 |          |          | 18      |
| 20  | 10 | Timo Glock           | Toyota                 | 1:16.788 |          |          | 20²     |

- Nota 1: Lewis Hamilton penalitzat per canviar la caixa de canvi
- Nota 2: Timo Glock ha sortit del pit lane per modificacions al seu monoplaça.

## Resultats de la cursa
| Pos. | N. | Pilot                | Equip                  | Voltes | Temps/ Retir.    | Pos. de sort. | Punts |
| ---- | -- | -------------------- | ---------------------- | ------ | ---------------- | ------------- | ----- |
| 1    | 22 | Jenson Button        | Brawn - Mercedes       | 78     | 1h 40' 44. 282   | 1             | 10    |
| 2    | 23 | Rubens Barrichello   | Brawn - Mercedes       | 78     | + 7.666 s        | 3             | 8     |
| 3    | 4‡ | Kimi Räikkönen       | Ferrari                | 78     | + 13.442 s       | 2             | 6     |
| 4    | 3‡ | Felipe Massa         | Ferrari                | 78     | + 15.110 s       | 5             | 5     |
| 5    | 14 | Mark Webber          | Red Bull - Renault     | 78     | + 15.730 s       | 8             | 4     |
| 6    | 16 | Nico Rosberg         | Williams - Toyota      | 78     | + 33.586 s       | 6             | 3     |
| 7    | 7  | Fernando Alonso      | Renault                | 78     | + 37.839 s       | 9             | 2     |
| 8    | 11 | Sébastien Bourdais   | Toro Rosso - Ferrari   | 78     | + 1’ 03.142 min. | 14            | 1     |
| 9    | 21 | Giancarlo Fisichella | Force India - Mercedes | 78     | + 1’ 05.040 min. | 13            |       |
| 10   | 10 | Timo Glock           | Toyota                 | 77     | + 1 Volta        | 20            |       |
| 11   | 6  | Nick Heidfeld        | BMW Sauber             | 77     | + 1 Volta        | 16            |       |
| 12   | 1‡ | Lewis Hamilton       | McLaren - Mercedes     | 77     | + 1 Volta        | 19            |       |
| 13   | 9  | Jarno Trulli         | Toyota                 | 77     | + 1 Volta        | 18            |       |
| 14   | 20 | Adrian Sutil         | Force India - Mercedes | 77     | + 1 Volta        | 15            |       |
| 15   | 17 | Kazuki Nakajima      | Williams - Toyota      | 76     | Accident         | 10            |       |
| Ret  | 2‡ | Heikki Kovalainen    | McLaren - Mercedes     | 51     | Accident         | 7             |       |
| Ret  | 5  | Robert Kubica        | BMW Sauber             | 28     | Frens            | 17            |       |
| Ret  | 15 | Sebastian Vettel     | Red Bull - Renault     | 15     | Accident         | 4             |       |
| Ret  | 8  | Nelsinho Piquet      | Renault                | 10     | Col·lisió        | 12            |       |
| Ret  | 12 | Sébastien Buemi      | Toro Rosso - Ferrari   | 10     | Col·lisió        | 11            |       |

"‡" indica que el cotxe munta el kers

## Altres
- Pole: Jenson Button 1' 14. 902
- Volta ràpida: Felipe Massa 1' 15. 154 (a la volta 50)

| Anterior G.P.: Gran Premi d'Espanya del 2009 | FIA 2009 Fórmula 1 Campionat mundial | Següent G.P.: Gran Premi de Turquia del 2009 |
| Anterior G.P.: Gran Premi de Mònaco del 2008 | Gran Premi de Mònaco                 | Següent G.P.: Gran Premi de Mònaco del 2010  |